# Philereme britannica
Philereme britannica är en fjärilsart som beskrevs av Barend J. Lempke 1968. Philereme britannica ingår i släktet Philereme och familjen mätare. Inga underarter finns listade i Catalogue of Life.